# John Donne (Höfling)

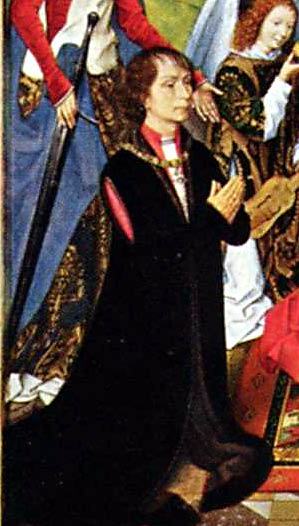
John Donne, Ausschnitt von dem Marienaltar Donne-Triptychon von Hans Memling

Sir John Donne (eigentlich Dwnn; auch John Don) (* um 1430; † zwischen 1. und 27. Januar 1503) war ein walisischer Militär, Beamter und Diplomat.

## Leben

### Herkunft
Donne entstammte der alten walisischen Familie Dwnn, die zu den führenden walisischen Familien der Gentry von Südwestwales gehörte. Er war der dritte Sohn von Gruffudd Dwnn aus Carmarthenshire und wurde vermutlich in der Picardie geboren, wo sein Vater während des Hundertjährigen Kriegs im Gefolge von Richard von York kämpfte.

### Karriere als Militär
Als Erwachsener kämpfte er in der Endphase des Hundertjährigen Kriegs zusammen mit seinem Vater in Frankreich und später ebenfalls für Richard von York in Irland. Ab 1460 kämpfte er während der Rosenkriege auf der Seite des Hauses York, unter anderem in der Schlacht von Towton. Unter  Eduard, dem Sohn von Richard von York, nahm er an der Schlacht von Mortimer’s Cross teil. Nachdem Eduard im selben Jahr englischer König geworden war, ernannte er Donne am 9. September 1461 zum Constable von Carmarthen und Aberystwyth Castle sowie zum Steward von Kidwelly und zum Sheriff von Carmarthenshire und Cardiganshire. Dazu wurde er als Esquire of the body Kammerdiener des Königs. In Wales schlug Donne zusammen mit Sir Roger Vaughan of Tretower am 4. März 1464 einen Aufstand der Lancastrianer bei Dryslwyn nieder. Zwischen 1462 und 1465 heiratete Donne Elizabeth (c.1450–1507), eine Tochter von Sir Leonard Hastings. Seine Frau wurde 1466 eine Hofdame der Königin. Am 9. November 1467 erhielt Donne die Herrschaft von Laugharne in Carmarthenshire.

### Tätigkeit als Beamter und Diplomat
1468 handelte er am Hof von Burgund mit die Hochzeit von Margaret of York, der Schwester des Königs, mit Karl dem Kühnen aus. Nach dem Tod von William Herbert, Earl of Pembroke 1469 wurde Donne Constabler von Haverford Castle sowie Steward von Pembrokeshire, Llanstephan und Cilgerran. Damit war er unter der nominellen Oberherrschaft von Richard, Duke of Gloucester der eigentliche Gouverneur von Westwales. Vor der Schlacht von Losecote Field 1470 überbrachte Donne dem Earl of Warwick Briefe des Königs. Als Warwick entgegen seinen Zusagen dann seine Armee nach Norden führte, konnte Eduard IV. seinen Verrat nachweisen. Nach der Schlacht von Tewkesbury wurde Donne am 4. Mai 1471 vom König zum Knight Bachelor geschlagen. Vermutlich durch seinen Schwager William Hastings, 1. Baron Hastings, der 1471 Lieutenant von Calais war, kam Donne nach Calais. Von 1472 bis 1473 war er Gesandter in Frankreich und Burgund. 1475 begleitete er den König, als dieser Karl den Kühnen und dessen Frau, seine Schwester, besuchte. Eduard IV. ernannte ihn Donne zum Master of the Armoury des Tower of London und am 20. Mai 1477 zu seinem Ratgeber. 1477 sandte ihn der König als Gesandten zu Ludwig XI. von Frankreich und zu Herzog Maximilian. 1483 befehligte er die Garnison von Calais.

### Tätigkeit unter Richard III. und Heinrich VII.
Nach der Thronbesteigung von König Richard III. wurde Donne zunächst verdächtigt, im Oktober und November 1483 eine Rebellion gegen den neuen König unterstützt zu haben. Der König ordnete die Beschlagnahmung seiner Güter an und enthob ihn seiner Ämter in Calais und in Wales. Donne schaffte es jedoch, den König von seiner Loyalität zu überzeugen und wurde schließlich im Herbst 1484 zum Sheriff von Bedfordshire und Buckinghamshire ernannt. Nach der Schlacht von Bosworth respektierte ihn der neue König Heinrich VII. als Diplomaten und Beamten, weshalb Donne am 10. März 1486 begnadigt wurde und Master der Armoury of the Tower blieb. 1487 wurde Donne erneut Steward von Kidwelly sowie als Gesandter nach Frankreich geschickt. Dazu wurde er erneut Verwalter von Carmarthen Castle. In den 1490er Jahren wurde er erneut Lieutenant von Calais, bis er vor dem 15. Februar 1497 abgelöst wurde.
Durch seine zahlreichen Ämter war er wohlhabend geworden und besaß umfangreichen Grundbesitz in Roxwell in Essex, Saunderton in Buckinghamshire und Horsington in Lincolnshire. Er wurde in der St George’s Chapel in Windsor Castle begraben.

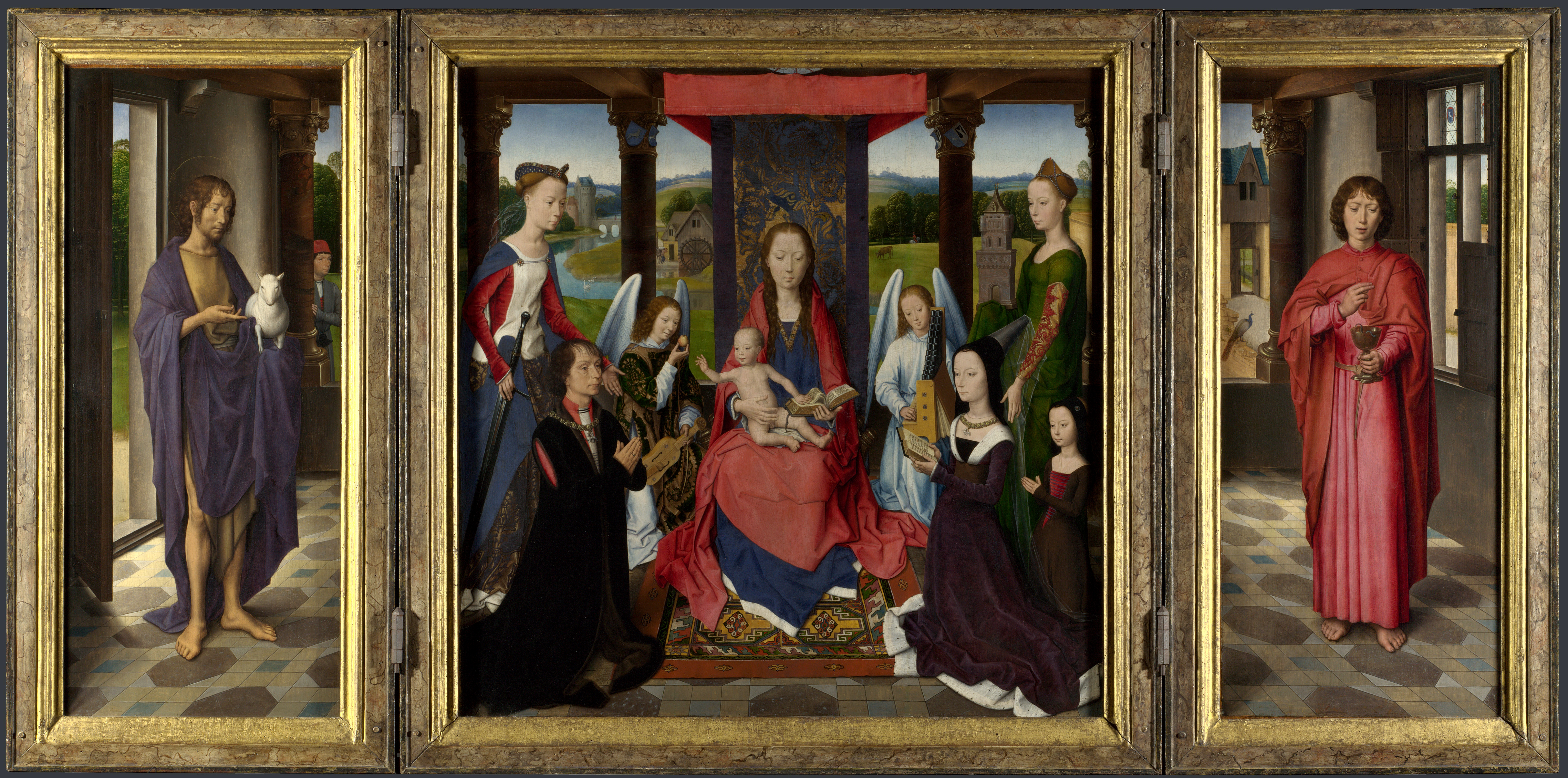
Das Donne-Triptychon, vor Maria mit dem Jesuskind knien John Donne, seine Frau und wahrscheinlich ihre Tochter Anne

## Das Donne-Triptychon
Vermutlich in Calais beauftragte er Hans Memling, für ihn einen Marienaltar zu malen. Auf dem um 1479 gefertigten Altarbild knien Donne, seine Frau und vermutlich seine Tochter Anna vor der Gottesmutter Maria und dem Jesuskind. Die lebensnahen Porträts auf dem als Donne Triptych bekannten Triptychon  gehören zu den ältesten Porträts von Engländern und das Bildnis von Donne gilt als das älteste bekannte Porträt eines Walisers. Der Altar befindet sich heute in der National Gallery in London.

## Familie und Nachkommen
Aus seiner Ehe mit Elizabeth Hastings hatte Donne mehrere Kinder, darunter
- Sir Edward Donne ⚭ Anne, Tochter von Sir John Verney
- Gruffudd
- Anne
- Margaret ⚭ Edward Trussell